# Суха-Велика
Суха-Велика (пол. Sucha Wielka) — село в Польщі, у гміні Завоня Тшебницького повіту Нижньосілезького воєводства.
Населення — 119 осіб (2011).
У 1975-1998 роках село належало до Вроцлавського воєводства.

## Демографія
Демографічна структура станом на 31 березня 2011 року:
|          | Загалом | Допрацездатний вік | Працездатний вік | Постпрацездатний вік |
| -------- | ------- | ------------------ | ---------------- | -------------------- |
| Чоловіки | 62      | 12                 | 49               | 1                    |
| Жінки    | 57      | 11                 | 39               | 7                    |
| Разом    | 119     | 23                 | 88               | 8                    |